# باياوان
باياوان هي مدينة في الفلبين، تقع في أورينتال نيغروس، بلغ عدد سكانها 117,900  نسمة وذلك حسب إحصائيات سنة 2015، تبلغ مساحتها 699.08 كيلومتر مربع، رمزها البريدي هو 6221.

## الموقع
تشترك في الحدود مع:
- Ilog, Negros Occidental [الإنجليزية]‏
- Mabinay [الإنجليزية]‏
- Basay, Negros Oriental [الإنجليزية]‏
- Santa Catalina, Negros Oriental [الإنجليزية]‏.